# Decisive Battles of the American Civil War: Volume III
Decisive Battles of the American Civil War: Volume III est un jeu vidéo de type wargame créé par Roger Keating, Ian Trout et Malcolm Power et publié par Strategic Studies Group en 1989 sur Apple II, Commodore 64 et DOS. Le jeu fait suite à Decisive Battles of the American Civil War: Volume I et Volume II, publiés en 1988, et simule les batailles de Wilderness, Spottsylvania, Cold Harbor, Atlanta, Franklin et Nashville de la guerre de Sécession,.

## Accueil
| Decisive Battles: Volume I |      |        |
| Média                      | Nat. | Notes  |
| ACE                        | US   | 91,6 % |